# Monestir de Santa Maria de Bellpuig de les Avellanes
Santa Maria de Bellpuig de les Avellanes o simplement les Avellanes és una antiga abadia de canonges regida per l'orde de Sant Agustí. És al terme municipal d'Os de Balaguer, a la comarca de la Noguera. Va ser declarat monument historicoartístic el 1931. El monestir allotja l'arxiu de l'historiador i col·leccionista Josep Maria Gavín i Barceló.

## Història
El cenobi es va fundar a partir de la unió de dues comunitats. D'una banda, la dels premonstratencs del monestir de Santa Maria de Bellpuig Vell, introduïda per l'ermità Joan d'Organyà al voltant del 1159, que en fusionar els seus ermitans convertits en premonstratencs el 1166, gràcies a la generositat dels comtes d'Urgell Ermengol VII i la seva esposa Dolça de Foix, amb la comunitat establerta per Guillem d'Anglesola el mateix 1166 a Bellpuig de les Avellanes (Noguera), donà lloc a la creació de la gran abadia de Bellpuig de les Avellanes.
El 1180, en morir Joan d'Organyà, es van fusionar les dues comunitats. El lloc de Bellpuig Vell quedà abandonat cap al 1195. Bellpuig de les Avellanes es va convertir en la comunitat premonstratenca més important de Catalunya i la que donà origen a la resta de cases del país: el santuari marià de la Mare de Déu de Bonrepòs (1205-1224) (Pallars Jussà); Sant Nicolau de Fondarella, abadia i hospital (1229-1340) al Segrià, prop d'Anglesola; Santa Maria de Mur (1235) (Pallars Jussà), retornat a pabordia augustiniana després d'una llarga polèmica, i Santa Maria d'Artà o Bellpuig d'Artà (Mallorca Oriental). Sempre va tenir la protecció dels comtes d'Urgell i va detenir possessions importants que s'estenien per tota la comarca fins a la serra del Montsec. L'any 1195, va estar sota la protecció del rei Alfons I de Provença, que la va honorar amb diversos privilegis i donacions.
A partir de mitjan segle XVIII es va iniciar al monestir un moviment per a la recuperació de la història i els documents eclesiàstics. Tres dels seus abats van escriure importants estudis sobre esglésies i cenobis catalans: Jaume Caresmar (mort el 1791), Jaume Pasqual (mort el 1804) i Josep Martí (mort el 1806). Entre les obres sortides de Bellpuig, cal destacar el Monumenta Cataloniae, que es conserva a la Biblioteca de Catalunya. Bellpuig de les Avellanes fou, així, un dels importants focus de la Il·lustració catalana.
L'activitat en el monestir va acabar amb la desamortització del 1835. Des d'aquesta data, el cenobi ha passat per diversos usos. Entre el 1883 i el 1889, es va convertir en monestir trapenc. El 1894, Agustí Santesmasses, un banquer, va adquirir l'edifici. Santesmasses va vendre els sarcòfags en què es trobaven les restes dels comtes d'Urgell al Museu The Cloisters de Nova York. El preu de venda va ser de 15.000 pta. Les restes mortals dels comtes van ser retornades el 1967 dins d'uns senzills sepulcres de pedra.
El 1910, es va instal·lar a Bellpuig una comunitat de germans maristes que en la Setmana Tràgica havien perdut el seu noviciat, i que es varen encarregar de restaurar l'edifici. En la comunitat hi ha el sepulcre amb les restes recuperades dels 46 màrtirs maristes de Montcada, assassinats en 1936 al cementiri de Montcada i Reixac.
Des del 1994, va deixar de ser seminari i actualment funciona com a allotjament rural.
L'any 2006, a les voltes del temple de Vilanova de la Sal, es van trobar uns baguls amb la documentació del monestir del període comprès entre 1166 i 1834, que es creu que hi fou guardada arran de la desamortització de Mendizábal.

## Arquitectura

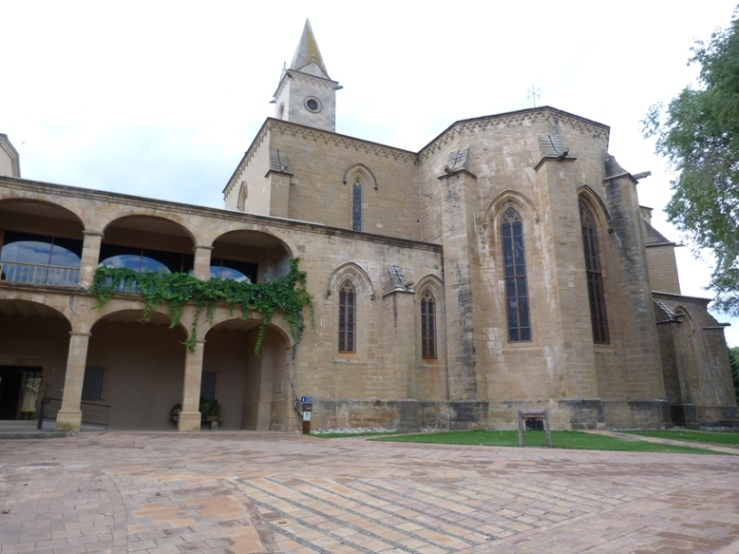
Vista exterior del monestir

L'església de Bellpuig es va començar a reconstruir al segle xiv en estil gòtic. Estava planificada com una gran basílica amb planta de creu llatina. La nau central es va escurçar i es van reduir les dimensions de l'església.
Té un absis central en forma de pentàgon i dos absis menors, un a cada costat de la nau. El sostre original estava fet de fusta amb volta ogival. La portalada d'entrada es troba en el braç nord del transsepte. És d'estil gòtic amb columnes rematades per capitells. Hi apareixen els escuts dels comtes d'Urgell i del monestir, així com un escut que es creu que correspon al de l'abat.
Es conserva també el claustre d'estil romànic adossat a l'angle sud-oest de l'església, construït al segle xii. És de planta rectangular, les galeries del nord i del sud (les més curtes) estan dividides en dos trams per un pilar central i amb quatre arcs de mig punt, a cada costat, sostinguts per dobles columnes, les galeries més llargues estan dividides en tres trams per dos pilars; en el tram central, es troben cinc arcs de mig punt i en els laterals tres arcs, tots aquests sostinguts també per parells de columnes. Tots els arcs es troben ornamentats amb una motllura de puntes de diamant en el guardapols. Conserva trenta-sis capitells decorats, pertanyents a les galeries sud i oest; en les altres galeries són completament llisos. Els motius ornamentals són amb un relleu molt pla i representen elements vegetals, figures d'animals i humanes.

## Panteó dels comtes d'Urgell

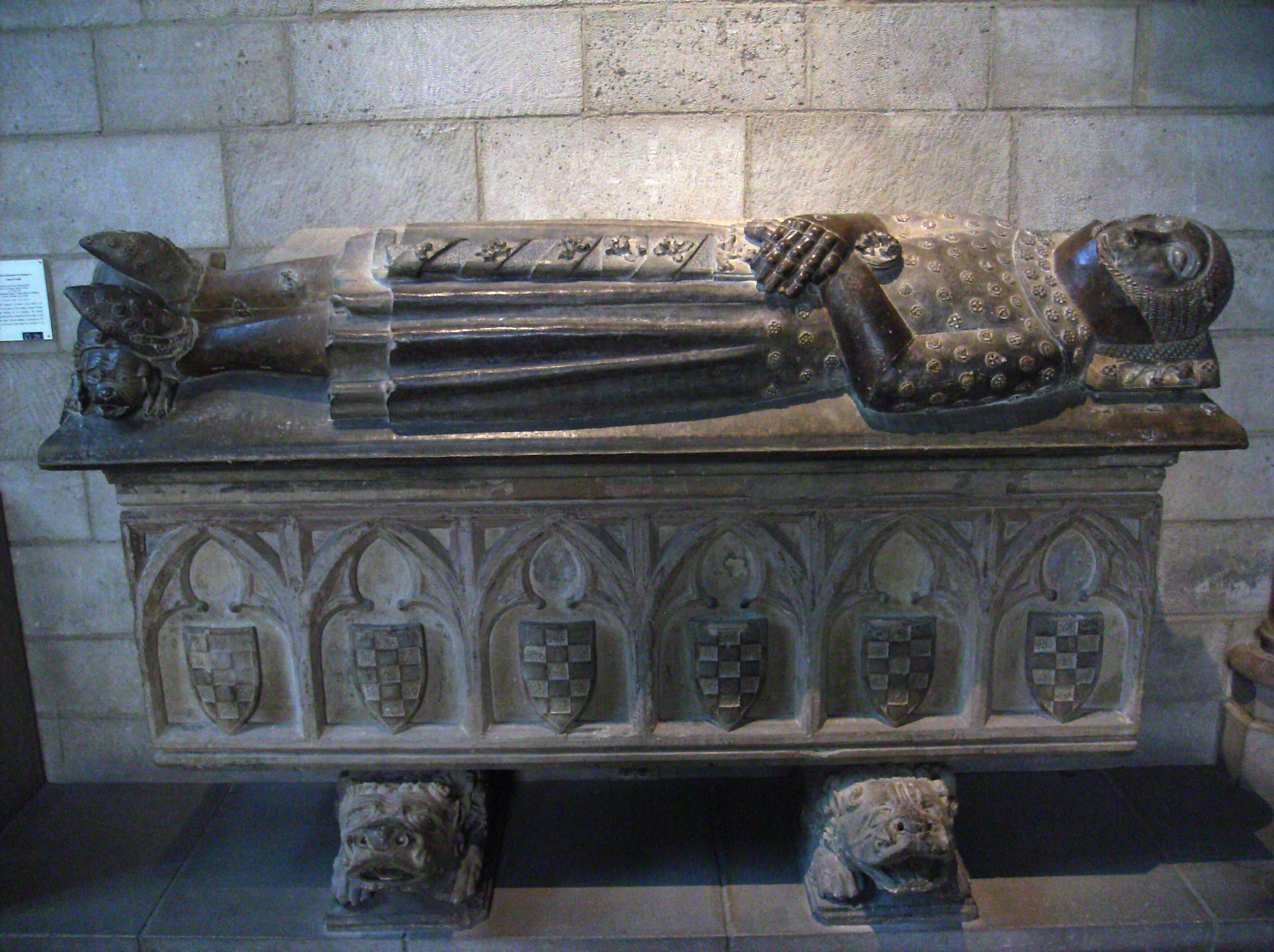
Sepulcre d'Ermengol X en The Cloisters, Nova York

El comte Ermengol VII, impulsor de la seva fundació, va deixar escrit al seu testament, l'any 1177, que volia ser enterrat a l'església del Monestir de Santa Maria de Bellpuig de les Avellanes.
| « | A l'església de Santa Maria de Bellpuig, que he fundat per inspiració divina (…), i a més, el meu cos per ser-hi sepultat, per la humilitat i pobresa d'aquest lloc (…) | » |

Ermengol X va impulsar la reforma de l'edifici el 1303, per tal de convertir-lo en el panteó dels comtes d'Urgell. Ell fou qui va fer construir els sepulcres per als fundadors del monestir. Al mateix temps, hi fou enterrat el seu germà Àlvar de Cabrera, vescomte d'Àger i finalment s'hi feu construir el seu sepulcre, on fou enterrat. Així, s'escriu l'any 1314 al seu testament:
| « | Elegim per al nostre cos, el sepulcre construït a l'església de Santa Maria, del Monestir de Bellpuig, de l'ordre; per a la nostra sepultura (…) | » |

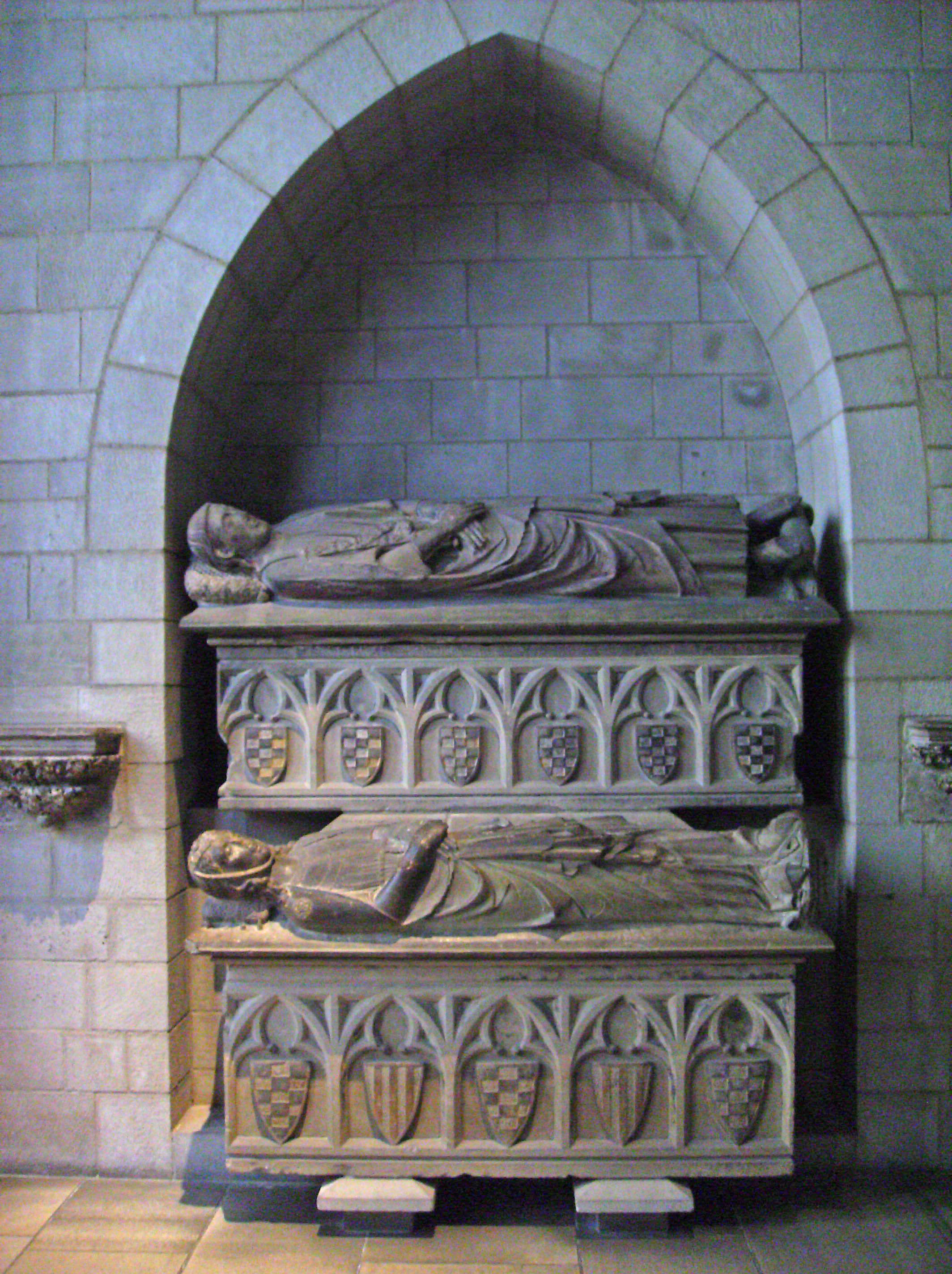
Sepulcre d'Àlvar I i Cecília de Foix en The Cloisters, Nova York

Des del segle xiv fins als inicis del segle xx, aquests sepulcres van estar conservats a l'església del monestir.
L'any 1906, el monestir fou adquirit pel banquer lleidatà Agustí Santesmasses i Pujol. El mateix any, venia els sepulcres dels comtes d'Urgell a un antiquari de Vitòria, pel preu de quinze mil pessetes.
Abans de la venda, però, el majordom del convent i fill de Vilanova de la Sal, Josep Utgé, va extreure'n les restes dels comtes i les va dipositar sota l'altar de l'església del monestir. Poc després, van ser enterrats de manera més convenient a l'església de Vilanova de la Sal.
La premsa de l'època se'n va fer ressò, sobretot en els primers moments. El bisbe d'Urgell en va reclamar el retorn, ja que n'era el propietari legítim. Fins i tot, Francesc Macià, l'any 1907, com a diputat de les Corts, va fer diversos moviments per tal de recuperar els sepulcres.
El ressò inicial que reclamava els sepulcres es va anar apagant i finalment els sepulcres no es van recuperar. Foren comprats pels Estats Units d'Amèrica, i actualment es troben al museu The Cloisters de Nova York.
Pel que fa a les restes dels comtes d'Urgell, l'any 1967, van ser retornades a l'església del Monestir de les Avellanes, provinents de l'església de Vilanova de la Sal, on havien reposat des del 1906. Les restes es col·locaren en dues senzilles arquetes de pedra amb els escuts dels comtes d'Urgell. Actualment, encara es troben a l'església del Monestir de les Avellanes.

## Abaciologi

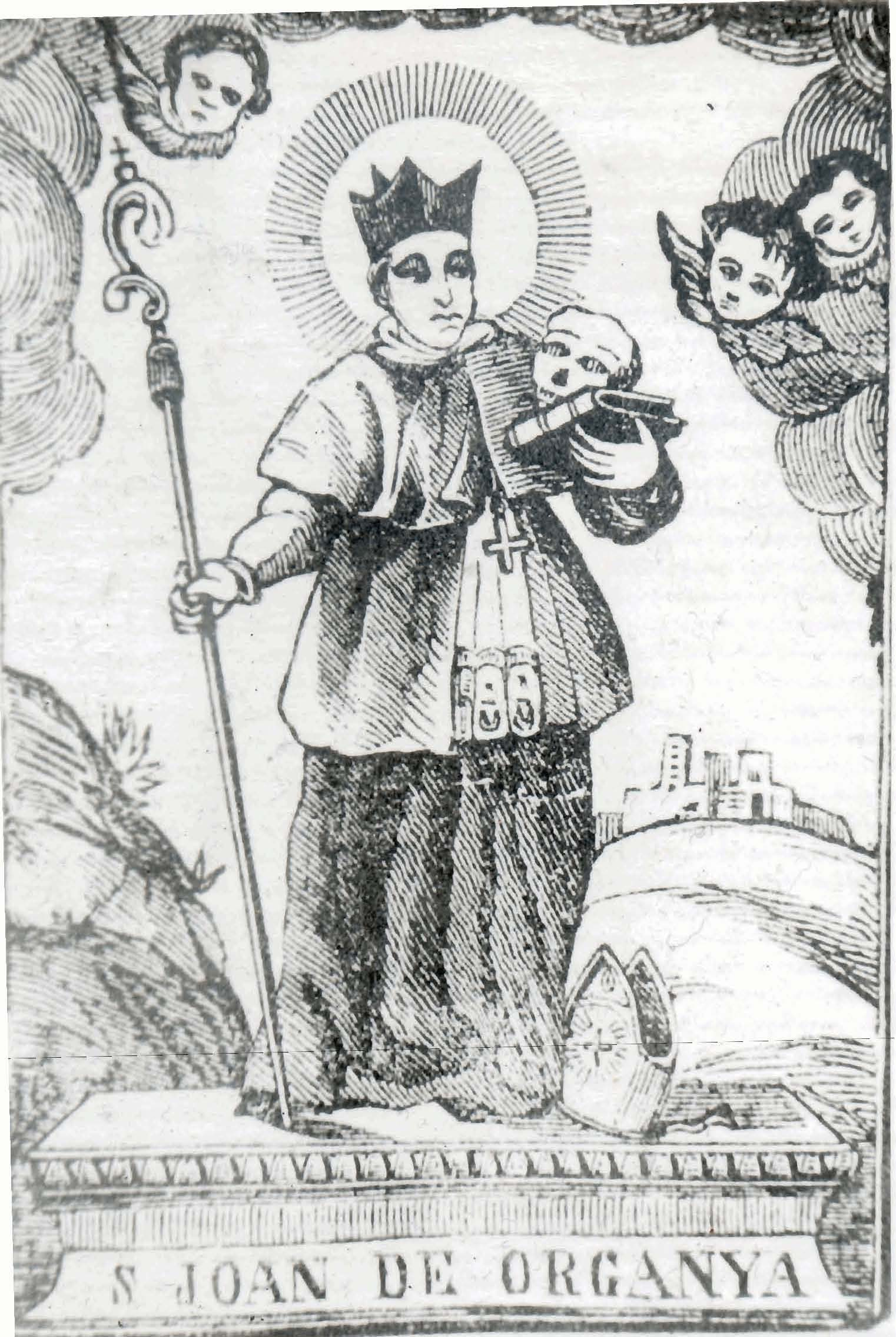
Xilografia amb el beat d'uns goigs de final del amb el "Sant Cap"

L'Abaciologi de Bellpuig de les Avellanes recull la llista i biografia dels abats del Monestir de Santa Maria de Bellpuig de les Avellanes des de 1172 fins al 1835. La història d'aquesta abadia, rica en homes i esdeveniments, fou estudiada per Jaume Caresmar i Eduardo Corredera i una gran quantitat d'investigadors, que són els que han proporcionat les dades d'aquest abaciologi. No és un abaciologi complet i ordenat, ja que només es recullen els superiors que governaren mentre hi hagué vida monàstica, és a dir del 1160 al 1835, ja que posteriorment es produí la Desamortització de Mendizábal. Els personatges que ja gaudeixen d'article en la Viquipèdia, no tenen biografia en aquest arxiu.
Els abats no s'escollien ni es proposaven de la mateixa manera. Els abats triennals eren escollits pel capítol conventual per tres anys i podien ésser reelegits, però havien de deixar passar un trienni, abans d'acceptar un mandat nou. Els abats comendataris eren proposats pel rei o per Roma com a tals i rebien aquest monestir com a comanda. Generalment, eren persones amb molta influència que no podien atendre les necessitats reals de l'abadia que els encomanaven, per aquest motiu alguns mai no es presentaren al monestir. La vida normal del monestir transcorregué sota el mandat d'abats triennals escollits pel capítol conventual.
Aquests són els abats que ha tingut el monestir des de 1166. A partir del 1461 són abats comendataris. A partir del 1582 són abats de la post-reforma.

### Primers abats
- Joan d'Organyà fou el primer prior del monestir (1166-1172);
- Guillem (1172-1182): succeí el primer superior del monestir de Bellpuig, el beat Joan d'Organyà. Per respecte, declinà el títol d'abat i al principi es feia dir únicament prior. El monestir de Bellpuig el Vell (Mont Malet) es traslladà a Bellpuig el Nou, lloc on és situat actualment. Rebé donacions d'Ermengol VII i reorganitzà la vida monàstica a Bellpuig. En el seu temps, pietosos donants de Bellcaire enriquiren el patrimoni amb donacions de tota mena: alous, delmes, drets...
- Bertran, prior (1182-1195): Consta com a últim prior del començament de la història del monestir, abans que es convertís en abadiat. Guillem morí després que Ermengol VII (1183) li hagués atorgat el testament, en aquesta data Bertran ja figurava al davant del monestir com a prior.
- Ramon, abat (1195-1202). Caresmar l'anomenà tercer superior del monestir i fou el primer que rebé la benedicció abacial. Durant el seu mandat, els valdesos, els albigesos i d'altres es presentaren a les terres del monestir i feren molt de mal. Rebé Arnau de Preixens, bisbe dimissionari d'Urgell, que morí al monestir i fou enterrat a l'església monàstica. Continuaren les donacions de reis i comtes a Bellpuig, entre les quals destacà la de l'Almolda.
- Arnau del Monte, abat (1203-1208). Successor de Ramon com abat del monestir, visqué una època de pau i de prosperitat, Ermengol VIII feu la donació de privilegi de privilegis i béns al monestir, entre els quals hi hagué la Sandàlia de la Verge. El succeí Guillem Garcia.
- Guillem Garcia, abat (1208-1219). Cinquè abat del monestir. Al principi del seu mandat treballà abrivadament per eximir Bellpuig dels impostos que li sobrevingueren després de la guerra. Durant la seva prelacia moriren Ermengol VIII i Dolça de Foix, esposa d'Armengol VII, grans benefactors del monestir, i se celebraren solemníssims funerals pels difunts. Cal destacar les donacions històriques durant el seu abadiat; Berenguer de Correa el 29 d'abril de 1210 regalà el prat de la Mallola amb la font de la Mallola i, poc temps després, el castell de la Tosca amb tots els seus termes i pertinences.
- Guerau, abat (1222-1229). D'acord amb el seu Capítol vengué el poble i el Castell de Bellcaire que el monestir posseïa des de l'any 1182. Durant el seu mandat, es reberen les donacions següents: l'hospital de pelegrins de Sant Nicolau de Fondarella, la casa i l'església de Santa Maria de Bonrepòs i el castell de la vila d'Archs.
- Bernat de La Portella, abat ([...?]-1236). Escollit abat a la darreria de l'any 1236 se sap que la família era noble, de les que governaven els territoris d'Urgell. El seu mandat fou molt breu. L'octubre de 1236, Jaume I convocà les Corts de Montsó i sol·licità ajuda per a la conquesta de conquesta de València. Bernat fou generós en encarregar-se de les despeses. Els beneficis d'aquesta sembra es recolliren després. El 1237 fou nomenat abat Bernat de Narbona el seu successor.

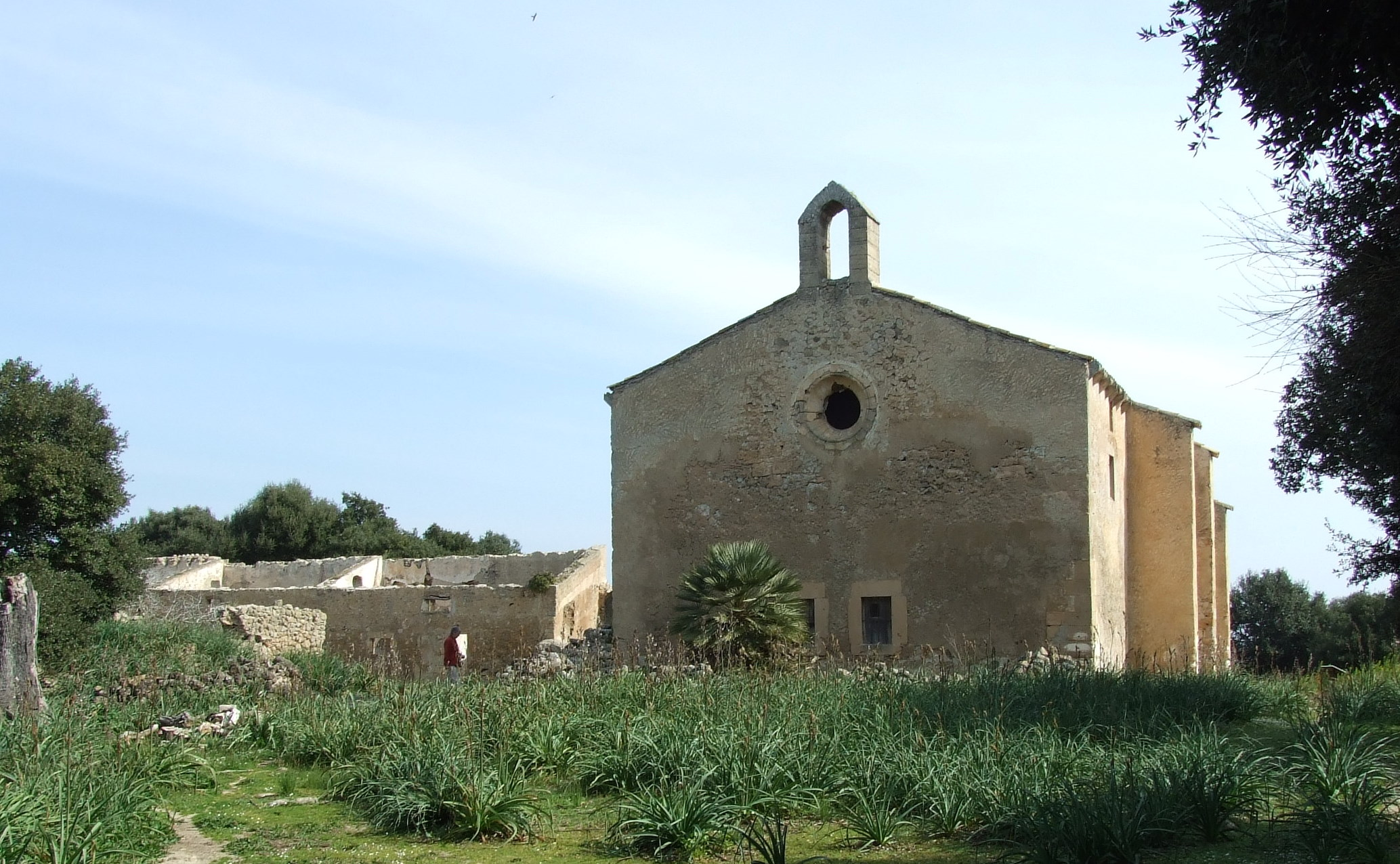
Ermita de santa Maria de Bellpuig a Artà (Mallorca)

- Bernat de Narbona, abat (1236-1243). Jaume Caresmar creu que aquest abat vingué de la ciutat francesa de Narbona i que pertanyia a una família de vescomtes (Vescomtat de Narbona) amb aquest mateix cognom que prengueren part en la conquesta de València. Demanaren religiosos de Bellpuig per al recentment nomenat bisbat de Mallorca. Una colònia de religiosos de Bellpuig partí cap a la parròquia d'Artà, en la qual s'assentarien i fundarien Santa Maria de Bellpuig d'Artà.
- Joan Cerdán, abat (1243-1230). Joan Cerdán fou nomenat desè abat de Bellpuig. El seu escut era el mateix que el de la família noble Cerdán d'Aragó; un petit mont coronat amb un lliri o flor de lis. Fou nomenat jutge apostòlic per resoldre els plets entre els templers i el bisbat de Lleida. Assistí a la mort de Ponç, comte d'Urgell. Conservà i augmentà els béns del monestir. Algunes de les compres foren: el castell i el terme d'Almadir, entre Campvim i Balaguer; la vinya de Menàrguens i la torre de La Mosquera i de la Tosca amb totes les seves pertinences a la vila de les Avellanes (11 de novembre de 1253. Lluità contra els albigesos, ajudà els pobres, assistí al Concili de Tarragona (16 de maig de 1256) i disposà amb prudència tots els complicats assumptes del monestir.
- Pere, abat (1281-1289). Nomenat onzè abat de Bellpuig. Les actes no conserven el cognom d'aquest abat. Envià a Sant Nicolau de Fondarella, hospital pertanyent al monestir, un prior, Pedro Piquer, i vengué terrenys contigus a Bellpuig el Vell a un veí de Vilanova de Malet. Feu confirmar totes les donacions a La Almolda al rei Pere el Gran (Saragossa, 3 de març de 1284. Aquest abat començà la repoblació dels voltants, especialment de la Tosca.

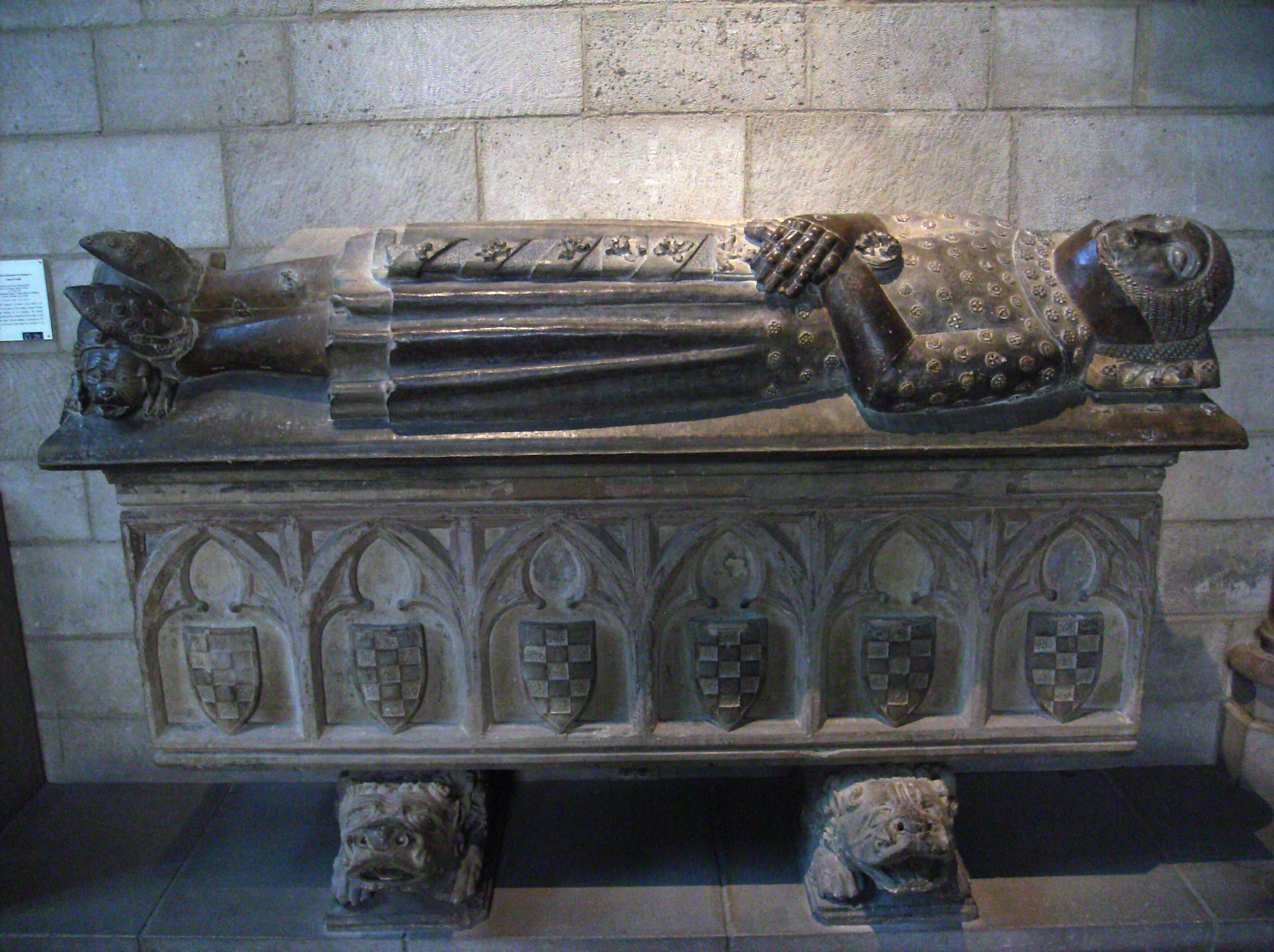
Tomba d'Armengol X

- Berenguer, abat (1310-1320). Fou escollit tretzè abat de Bellpuig el 1310. Es preocupà de mantenir i augmentar el patrimoni del monestir a Menàrguens i Balaguer, i va arreglar i conservar, especialment, els canals dels molins que el monestir tenia en aquesta ciutat. Ermengol X morí i fou enterrat al panteó dels comtes de Bellpuig. Se li feren uns funerals solemníssims al monestir. (Està enterrat a Bellpuig de les Avellanes, tot i que en un sepulcre modern, ja que l'original fou venut després de la desamortització al museu The Cloisters de Nova York.
- Gallard, abat (1320-1348). Abat confirmat pel de Casa-Dei, del qui depenia jurídicament el monestir de Bellpuig, passà una època de penúries econòmiques, entre d'altres. Hi hagué dificultats amb la possessió de l'Almolda i també amb els molins que el monestir tenia a Balaguer. El 1329, assistí al concilis sufraganis convocats per l'arquebisbe de Tarragona. Es veié obligat a recórrer al rei Alfons IV per exposar-li el deficient estat econòmic del monestir.
- Joan d'Andrés, abat (1348-1365). Entre els abadiats de Gallard i Joan d'Andrés, s'estengué arreu d'Europa l'anomenada Pesta Negra (1348). Segons Calesmar, fou una de les causes del despoblament de tot Catalunya. Sibil·la, vídua d'Ermengol X, feu que es complís el testament del comte a favor del monestir (2 de juliol] de 1350). Els molins de Balaguer seguiren donant preocupacions fins al punt d'haver d'entregar-los, per no poder condicionar-los degudament per al seu bon funcionament. L'Almolda també es va haver de vendre (16 de juny de 1354).
- Arnau de Melhón, abat (1365-1395). Fou considerat el dissetè abat de Bellpuig. Durant el seu mandat continuaren els plets pels molins i per algunes altres possessions monàstiques. Les dificultats econòmiques foren constants, el succeí l'abat Guillem.
- Guillem Rainaldi, abat (1403-1425). Durant el seu abadiat es concediren alguns privilegis per mandat reial. El rei Martí (19 de març de 1404 permeté atorgar document perquè Bellpuig pogués introduir la venda de queviures a Balaguer. Alfons també concedí diversos privilegis que permeteren que el monestir pal·liés la seva situació de penúria. Per altra banda, l'abat Guillem concedí als habitants de Vilanova (4 de maig de 1420) gràcies especials i privilegis per millorar la situació de dependència.
- Francesc, abat (1438-1441). Diferents béns del monestir, entre els quals hi havia la granja de Torrevella, foren venuts al de Poblet, segons consta en documents d'aquest monestir. Per aquesta època, Sant Nicolau de Fondarella, hospital per a pelegrins, se separà de la jurisdicció del monestir de Bellpuig, a la qual havia pertangut durant molts anys.
- Arnau Roger de Palhias, abat (1441-1461). No hi ha gaire documentació per afirmar quelcom sobre l'abat Arnau. Per a Backmund, es tracta del bisbe d'Urgell, que seria al mateix temps, abat comendatari (que exerceix el poder d'abat per mandat i autoritat apostòlics). Això pot explicar que

| « | El 1445 es concedeix al bisbe d'Urgell i abat de Bellpuig la salvaguarda perquè pugui visitar els castells i els llocs pertanyents al monestir i que figuri i obri com a administrador perpetu. | » |

### Abats comendataris
- Francesc Blanch, abat comendatari (1461-1486). El promogué abat el papa Sixt IV. En realitat, la vida del monestir la governà el prior fra Joan Rius. Però l'abat manà sovint, a distància. Organitzà la Confraria de la Santa Sandàlia de la Verge, per als confrares de la qual aconseguí privilegis i indulgència. Ferran el Catòlic l'estengué als seus regnes i els confrares pagaven sis diners per a la conservació de l'església de Bellpuig (Barcelona, 6 de juny de 1503.
- Mateu Fita, abat comendatari (1486-1521). Se saben poques coses d'aquest abat. Però consta que l'any 1519, Carles V convocà Corts de Barcelona, en fou nomenat procurador. Consta també que hi envià com a representant el prior Joan Mas, que assolí de l'emperador la confirmació de la venda d'Almasir, terme que havia estat venut per Alfons el Magnànim al monestir de Bellpuig amb tots els seus drets jurisdiccionals, civils i criminals.
- Guillem Ramon, abat comendatari (1521-1522). Aquest abat fou promogut per Lleó X el 4 d'agost de 1521. Prengué possessió de l'abadia i dels seus pobles l'11 de setembre pel seu apoderat Llorenç Martínez de Barcelona.

Morí abans de complir-se l'any del seu nomenament.
- Cebrià Benetí, abat comendatari (1522-1523). Pare dominic, residí sempre a Roma. Feu la procura del monestir per mitjà del seu germà fra Miquel Benetí, prior de Sant Joan de Malta. Alienà moltes rendes a Os de Balaguer mitjançant el procediment d'«actes cremats», pel qual es reconeixia la propietat dels particulars que el sol·licitessin al·legant no poder presentar documents perquè se'ls havien cremat. Morí l'any de la seva elecció.
- Pere Calvó, abat comendatari (1523-1524). El bisbe de Barcelona, Pere Calvó, era la mateixa persona? gairebé no en tenim més dades, excepte que morí el mateix any en què fou escollit abat comendatari de Bellpuig.

Escut dels Cardona

- Melcior de Sant Joan, abat arrendatari (1524-1527). Nomenà procurador i executor del monestir un parent seu, Antoni de Sant Joan. Prengué possessió del càrrec per mitjà del citat parent el 1524.
- Joan de Cardona, abat comendatari (1527-1547).
- Tomàs Campaner, abat comendatari (1547-1549). Natural de Tarragona, clergue i notari apostòlic. Intentà organitzar l'arxiu i inventariar-ne els documents. Mantingué litigis per diversos establiments a Balaguer i Gerp amb una sort desigual.
- Joan Castillo, abat comendatari (1551-1577). Intervingué per defensar l'orde de les reclamacions de Felip II davant el papa Pius V, vers la supressió o la reforma dels ordes religiosos existents a Espanya (2 de desembre de 1566). La reforma es feu segons la norma premonstratenca, amb la consegüent protesta per la forma com es dugué a terme.
- Antoni Gessé, abat comendatari (1577-1581). Fou l'últim dels abats comendataris; nomenat pel papa per mitjà del bisbe de Vic i Miquel Manell, canonge de Lleida. Amb aquest abat s'acabaren els comendataris. Hi intervingué Felip II, indirectament, perquè no volgué que als seus regnes hi hagués monestirs que depenguessin d'una autoritat ubicada fora. D'aquesta època és la visita del comissionat apostòlic Vergara, el qual fou molt mal rebut a Bellpuig, on empresonà Joan Gessé, administrador, nebot de l'abat, i l'abat mateix, però aconseguiren escapolir-se.

### Abats post reforma
- Ignasi Gutiérrez (1582 - 1583)Afirmen les memòries de Caresmar que Ignasi Gutiérrez fou escollit primer abat no comendatari. El seu abadiat solament durà un any. Probablement, fou un premonstratenc que acompanyà el visitador Vergara, restà al davant del monestir durant la visita i marxà prudentment després d'haver acabat.
- Guillem de Fragapar (1582 - 1588)Un dels estatuts de la reforma proposada el 1582 deia que els períodes abacials havien de ser triennals. Encara que Bellpuig no acceptà la reforma proposada, pràcticament se sotmeté als triennis.
- Pere Fontanella (1589 - 1604)Fou escollit el 7 de març de 1589. Mitjançant butlles aprovatòries de Climent VII, aconseguí que el seu mandat es prolongués diversos triennis. Se sentencià a favor de Bellpuig el plet pels béns del monestir a Santa Linya i Aguilar de Montroy.
- Bernat Murtra (1605 - 1610)El seu abadiat resultà discutit perquè fou escollit directament pel superior general dels premonstratencs i els seus consellers, sense intervenir-hi el Capítol de Bellpuig. No obstant això, estigué d'acord amb les normes del Decret de reforma de Gregori XIII.
- Ferran Ruimoroso (1610 - 1611)En l'abaciologi general és considerat com a abat capitular escollit a Bellpuig. Tot i que el seu mandat fou molt breu, figura en lloc preferent de Bernat Murtra, que hauria estat considerat com un intrús en no ser escollit pel Capítol del monestir.
- Bernat Langor (1611 - 1625)Nasqué a Balaguer. Fou dels canonges més joves del monestir i fou escollit contra els desitjos dels altres, de la mateixa manera que l'abat Fontanella aconseguí butlles per prolongar el seu mandat. En el seu temps Felip III intentà suprimir el monestir i volgué aplicar les seves rendes a la Universitat de Lleida. Bellpuig s'hi oposà. L'abat fou empresonat per oferir resistència al nunci i visitador apostòlic (19 d'octubre de 1611). Els següents superiors de Bellpuig no tindrien el títol d'abat sinó el de president.
- Lleó Trilla (1646 - 1648)Després d'un període d'incertesa i de demandes de supressió, Lleó restablí la vida al monestir. Les alternatives i les lluites se succeïren. Se sap amb seguretat que també hi hagué vida conventual a Bonrepòs, depenent de Bellpuig, pels còrrecs que es donaren a fra Diego Porquet, que residí en aquest priorat a càrrec de Santa Maria de Bellpuig de les Avellanes.
- Didac del Solar (1648 - 1657)Una nova pretensió de supressió del monestir provingué aquesta vegada de Felip IV, que intentà posar els jesuites a Bellpuig, i fins i tot intentà fer arribar a Roma un judici en contra del monestir. Es dictà ordre i sentència no ha lugar para la sentencia de supresión. Backmund dona per fet el nomenament d'aquest abat després de Lleó Trilla, però va poder ser un dels nomenats per Retuerta, la presència del qual mai no arribà a ser coneguda.
- Bartomeu Morelló (1657 - 1666)Al principi del seu mandat va tenir problemes per al seu reconeixement, ja que fou nomenat president pel visitador apostòlic. Finalment però, fou reconegut abat triennal. Construí una arqueta de noguera per contenir les relíquies de Joan d'Organyà i després les col·locà al seu sepulcre.
- Pere de Sant Joan (1666 - 1681) En el seu temps el Capítol prengué possessió de les seves rendes jurisdiccionals. S'aprovà que es fessin quatre llibres en els quals s'escrivissin els rèdits i els drets, les despeses de l'any, els inventaris i les rendes (16 de juliol de 1675). Des d'aquesta data es tingueren els comptes amb claredat i detall fins al 1835. El pare Antoni Martorell fou el primer encarregat de portar aquests llibres.
- Benet Garret (1690 - 1693, 1696 - 1699, 1700 - 1703) Nasqué a Agramunt i vestí l'hàbit el 19 de juny de 1685. El 2 d'abril de 1690, fou nomenat abat. En presentar les lletres executòries, es produí molta estranyesa perquè no havia format part de la terna proposada. Se'l considerà massa jove i ambiciós, però se li prestà obediència canònica. Predicà en la festa de la Santa Sandàlia, el 8 de setembre de 1692. Durant el seu abadiat, Jeroni de Molina, bisbe de Lleida, feu una visita canònica (29 de febrer de 1692. Es demanà que es restablís l'observança regular i es revisaren detalladament els comptes del monestir. Fou abat durant tres períodes i patí diverses vicissituds internes i externes.
- Miquel Molas (1693 - 1696) Successor de Benet Garret. El nomenament arribà a partir de la terna enviada a Madrid, el 30 de març de 1693 (ja que era patronat reial), i prengué possessió del càrrec el 20 d'abril. Tots li prestaren obediència. Hi hagueren dificultats per acceptar la presència de l'ex abat Garret en la relació comunitària. Abans d'acabar el trienni, quan solament tenia trenta anys, el pare Molas morí (13 d'agost de 1695.
- Norbert Rocajulià (1703 - 1708) En plena Guerra de Successió Espanyola (Carles d'Àustria i Carles V) la vida del monestir de Bellpuig es feu molt difícil. Aquest mallorquí de 27 anys fou escollit abat el 10 de juliol de 1703, però hi hagué el dubte que fos legítim, mentre no fos reconegut pel rei, sota la protecció del qual hi havia el monestir. Es recorregué a l'arxiduc Carles, a qui consideraven el seu rei, que el confirmà en el seu càrrec. Prengué possessió del càrrec el 24 de desembre de 1705. Els resultats de la guerra resultaren negatius per a la vida del monestir.
- Agustí Bover (1708 - 1712) 1715 - 1718, 1722 - 1725) Fou escollit abat durant tres triennis alternatius, tal com menaven les nores de la reforma. La primera presa de possessió va tenir lloc el 24 de desembre de 1708, encara que a causa de la guerra no es pogué fer a Bellpuig, sinó a Barcelona, on s'havia refugiat. Bellpuig restà parcialment destruït i inhabitable després de l'assalt de les tropes de Felip V.
- Jeroni Serrano (1712 - 1715) (1725 - 1728) Alternà triennis amb l'abat Bover. Fou l'època en què es patiren les conseqüències de la guerra. El 15 de març de 1715, convocà Capítol conventual a la seva residència d'Os de Balaguer per presentar la nova terna. Es rebé la donació de Nostra Senyora de l'Alegria, situada entre Benabarre i Cellardrens. El 13 d'octubre de 1715, es pogueren reunir a Bellpuig, després de vuit anys de dispersió, però ja començava un nou trienni de labat Bover. Durant el segon trienni es demanà la visita apostòlica, la qual feu l'abat de Poblet, Baltasar de Saiol.
- Càndid Corominas (1718 - 1722) per dos triennis alternatius fou escollit abat del monestir, tal com ordenaven les normes de la reforma. En el seu temps, es feu un inventari de les possessions del monestir: a més dels objectes litúrgics, consta que el monestir tenia com a propietats una parella de tracció animal i tres-cents sis caps de bestiar oví. Durant el seu mandat abacial hagué d'endurar el conegut cas d'un monjo rebel (Moner), jutjat i condemnat a la presó monàstica. En aquest temps es començaren les obres de reconstrucció de la biblioteca del palau abacial, que quedaren com la part més noble de la casa.
- Daniel Finestres i de Monsalvo (1728 - 1733). El 25 de juliol de 1728 Daniel Finestres prengué possessió de l'abadia. El seu abadiat començà amb obres importants per al monestir, en el qual era la plaça d'entrada, i en les connexions de l'abadia i hostatgeria. La seva joventut no va ser un impediment perquè la seva personalitat es fes notar en la vida del monestir de Bellpuig. Lliurà dels seus béns familiars per afavorir i millorar la construcció de les capelles de l'església. Durant el seu mandat, va haver de resoldre seriosos problemes de convivència conventual, especialment promoguts per l'elecció del successor de l'abat. Aquestes dissensions es resolgueren amb una visita canònica, feta per manament del nunci, que va tenir lloc el 7 de juliol de 1732 pel franciscà Pedro Espinosa de los Monteros. A Cervera, al costat del seu germà Josep, brillant catedràtic de la Universitat, passà un temps per refer-se de les seves malalties. Daniel Finestres morí a Cervera el 6 de gener de 1744 i fou enterrat a Bellpuig. El seu successor a l'abadia fou Pere Joan Bover (2 de febrer de 1733.
- Pere Joan Bover (1733 - 1736) (1742 - 1745) Alternà triennis amb l'abat Càndid Corominas. Prengué possessió de l'abadia el 2 de febrer de 1733. Felip V incorporà al patrimoni reial totes les salines, però les de Santa Linya deixaren de pagar el seu tribut al monestir, per la qual cosa es produí un litigi, que resultà inútil. El 1734, el monestir i el poble de les Avellanes decidiren que en el terreny de Gauchar, que comprèn la font de la Mallola, i en els termes de l'acta corresponent, «quan volguessin fer venir l'aigua d'aquesta font, ningú no els ho podria impedir». Això tindrà moltes conseqüències per a la vida del monestir.
- Pere Trellas (1736 - 1739) Lector de Moral al monestir, tenia una personalitat molt forta, tal com ho demostren les cartes comminatòries als monjos que es deixaven portar pel luxe del vestir. La vitalitat de Bellpuig pujava trienni rere trienni. S'arreglaren les teulades i s'adquirí una premsa rodera per al molí d'oli.
- Antoni Trueta (1745 - 1748) 1751 - 1754, 1760 - 1763, 1772 - 1774). Fins a quatre vegades va ser elegit abat del monestir, segons el règim existent, deixant sempre un període intermedi entre mandat i mandat. Les alternances amb Jeroni Comabella, Jaume Caresmar i Alemany i Francesc Amell els feren competir per procurar millores en la vida del monestir de Bellpuig. El 23 de maig de 1745 Antoni Trueta prengué possessió de l'abadia. Amb el mandat d'Antoni Trueta començà un nou període, ja que arribaren nous reforços que no havien conegut la guerra ni l'exclaustració. El 1747 es construí el nou òrgue de l'església de Bellpuig i també manà construir un cambril per guardar les relíquies del beat Joan d'Organyà, que es traslladaren a la capella de la Concepció, que es troba al costat de la porta que dona directament al camp. Durant el seu mandat es construïren les parets de manteniment dels horts i jardins i es millorà l'interior de la casa. Com es diu en la seva llosa sepulcral, guardada en la sala capitular, va ser una figura destacada per la seva integritat i per les seves construccions a favor del monestir.

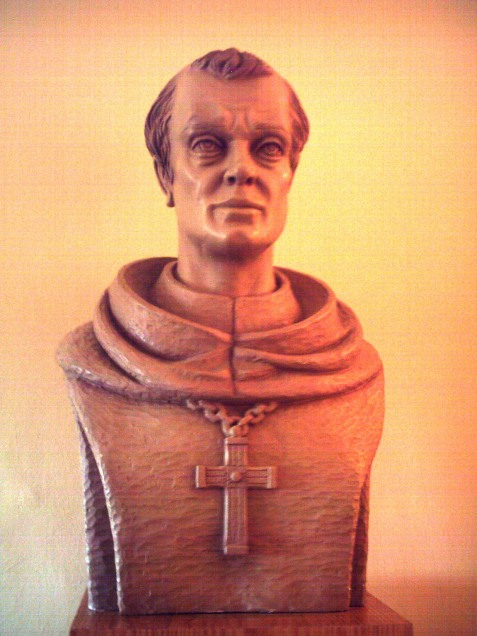
Bust de Jaume Caresmar

- Jeroni Comabella (1748 - 1751) Prengué possessió del càrrec el 21 de maig de 1748. El 18 d'abril de 1750, els pobles que depenien del monestir: Vilanova, Os, Avellanes i Santa Linya i Tartareu i molta gent de Camarasa i Llorenç demanaren permís per treure una processó les relíquies de Sant Cap. Pelegrinaren (descalços, amb hàbit de penitència, amb creus i disciplines) fins a Bellpuig el Vell. La processó es feu el 12 de maig de 1753. Caresmar comptà més de 150 exvots a la cova.
- Jaume Caresmar i Alemany (1754 - 1757, 1766 - 1769)
- Francesc Amell (1757 - 1760, 1763 - 1766, 1769 - 1772, 1777 - 1780, 1786 - 1789) Abat de qui consten més períodes d'abadiat, puntualment acomplerts, segons els reglaments de l'orde. Succeí alternant Jaume Caresmar i Antoni Trueta. En els entre períodes podia ser elegit prior de l'abadia. A l'edat de trenta-tres anys començà el seu mandat, durant el qual es realitzaren millores en la conducció de l'aigua (canons, pedres foradades...), el molí d'oli, el pou de glaç, el conreu dels camps per a la millora de les collites. Dels comtes que consten en els annals es dedueix la fluctuació d'aquests béns del monestir.
- Antoni Bellsolà (1774 - 1777) 1780 - 1783) Prengué possessió de l'abadia el 21 de febrer de 1774. Alternà l'abadiat amb Francesc Amell. La seva època es correspongué amb els temps més gloriosos de la història del monestir. Funcionaven com a petites indústries; el molí d'oli, el forn, al qual es donà entrada pel claustre, el pou de gel... La producció agrícola fou més que regular i l'economia va tenir balanços positius.
- Josep Pey (1783 - 1786). Prengué possessió de l'abadia el 17 de novembre de 1783. Es feren arranjaments a l'entrada de la muralla. Com a excepció, es permeté l'enterrament del matrimoni Miquel i Violant Roig davant de la capella de Sant Cap. En l'últim abadiat de Francesc Amell fou nomenat prior.
- Jaume Pascual Coromines (1789 - 1792)
- Jacint Martí (1792 - 1795, 1807 - 1810, 1814 - 1817) Exercí tres mandats d'abat, alterns amb els de [[Josep Martí (abat)Josep Martí]] i els triennis de Narcís Solà. Prengué possessió de l'abadiat el 18 de novembre de 1792. Es començà a exercitar els més joves en la predicació per mitjà de prèdiques al refectori. La guerra amb França va tenir una freqüent incidència al monestir.
- Josep Martí (1795 - 1798, 1801 - 1804)
- Narcís Solà (1798 - 1801, 1804 - 1807, 1810 - 1811)El seu mandat fou de tres períodes, incomplets i alternatius. Els temps de la guerra amb França foren difícils en aquestes comarques. El monestir sostingué els sometents dels pobles de la seva jurisdicció. Hagué de fer reclamacions davant els excessos de les tropes. El 4 d'abril de 1810, fugí amb tota la comunitat a Fontllonga i Figuerola de Meià, Casa Daura, que pertanyia al monestir, en la qual es trobaven reunits quan li arribà el nomenament de l'últim trienni, el 25 d'abril de 1810.
- Ramon Sabater, president (1811 - 1814, 1820 - 1827), abat (1827 - 1828, 1834 - 1835) Per les circumstàncies de la guerra, fou escollit diverses vegades president i després abat. Si bé no complí sencers els triennis, fou proposat cinc cops alternativament. Diversos capítols conventuals es feren a les cases de Figuerola, Bonrepòs o en altres, ja que a Bellpuig hi havia perill per la guerra. El 1813 els monjos tornaren a Bellpuig i intentaren recuperar el monestir dels danys produïts i, molt especialment, les santes relíquies (Sant Cap i la Santa Sandàlia). Les campanes foren reposades.
- Ignasi Cantalocella (1817 - 1820) Prengué possessió del càrrec el 23 de desembre de 1817. Manà arreglar i ampliar l'orgue. La vida i l'organització de Bellpuig recomençaren una altra vegada com en els bons temps. L'aixecament de Riego i les seves repercussions es feren notar a Bellpuig, l'1 de gener de 1820. Un ofici arribà al monestir i manà que no s'insinués al poble desconfiança en la Constitució de 1812. El Decret de supressió dels ordes religiosos és datat de l'octubre de 1820, el 28 d'aquest mateix mes arribà a l'abat un escrit pel qual es nomenaven tres comissionats de Balaguer que es farien càrrec del monestir.
- Ignasi Ribot (1828 - 1831) Es quedà sol al monestir per custodiar-lo durant quatre anys (1820 - 1831), el 1824 es tornà a reunir la comunitat. Intentà refer-se de nou de les despulles, en aquests temps emparats per les normes vigents de successió. Ignasi Ribot fou escollit prior de Ramon Sabater. Escollit abat el 1828, prengué possessió del càrrec el 8 d'abril. S'anotà en les memòries que el 23 de febrer de 1831, a les onze del matí, un huracà fortíssim enderrocà el campanar del rellotge, dos pisos del calefactori i es produïren moltes ruïnes.
- Caietà Roca (1831 - 1834) Prengué possessió del càrrec el 8 d'abril de 1831. Es reservà com a prior l'anterior abat, segons una pràctica freqüent en aquest monestir. Foren els últims responsables del monestir de Bellpuig:

| « | El 5 d'abril de 1834, cap a les 12 del migdia, estant la Comunitat reunida al refectori, es presentà el governador de Lleida amb 40 cavalls i 200 peons, fou el principi de l'arbitrarietat | » |

- Tot i que el 8 d'abril de 1834 encara es nomenà un nou abat, Ramon Sabater, en la pràctica, ja n'havia començat la desamortització.[9][10][11]